# Ghebala
Ghebala là một đô thị thuộc tỉnh Jijel, Algérie. Dân số thời điểm năm 2002 là 5.228 người.